# Герб Старомлыновки
Герб Старомлыновки — официальный символ села Старомлыновка Волновахского района Донецкой области Украины.
Современный герб села Старомлыновка утвержден 23 декабря 1996 года 12 сессией Старомлыновского сельского совета. Представляет собой серебряно-зелёный щит, перевязанный узким терракотовым поясом с греческим орнаментом золотого цвета — меандром. В верхней части, в серебряном поле изображена стоящая на зелёном холме каменная крепость натурального цвета с чёрными воротами и зубчатой стеной, в нижней — золотой колос, поставленный вертикально, и золотая борона. Автор герба заслуженный член Всероссийского геральдического общества Олег Киричок.
Крепость на гербе символизирует прежнее название села «Старый Керменчик», где «керменчик» в переводе означает «маленькая крепость». Новое название села «Старомлыновка» получилось из-за ошибочного перевода прежнего названия на украинский язык, где «керменчик» было переведено как «мельница» (укр. млин). В связи с этим Олег Киричок первоначально планировал в верхнем поле герба изобразить мельницу, но в последний момент узнал правильный перевод и заменил мельницу на крепостную стену. Также крепость на гербе символизирует мощь, надёжность и устойчивость.
Меандр в перевязи символизирует, что село было основано греческими поселенцами (переселенцы из Крыма).
Зелёный цвет нижней части герба, а также золотая борона и колос на нём символизируют, что основное занятие жителей села — производство пшеницы.
Золотой и серебряный цвета герба символизируют духовное богатство и радушие.